# 大崎仁
大崎 仁（おおさき ひとし、1933年〈昭和8年〉1月10日 - ）は、日本の文部官僚。

## 人物・来歴
東京都出身（新潟県出身とする資料あり）。1955年京都大学法学部卒業後、文部省入省。文部省の中枢を歩み、筑波大学を作った学術行政の官僚。国が大学へ研究委託する道（通称未来開拓事業）を制度化し、科学立国への基礎を築いた。
教職員養成課長、大学課長、高等教育計画課長、官房総務課長、学術国際局の審議官、学術国際局長、高等教育局長、1988年まで文化庁長官、日本学術振興会理事長等を歴任。1988-90年東京国立近代美術館館長。2001年「戦後大学改革の研究」により京都大学博士（教育学）。現在、人間文化研究機構機構長特別顧問、IDE大学協会副会長（2011年当時）。大英帝国勲章（コマンダー）を受勲。

## 経歴
1955年京都大学法学部卒業。2001年「戦後大学改革の研究」により京都大学博士（教育学）。管理局振興課課長補佐時、第一次ベビーブームを前にして、私学助成が大きな問題となっていた。法律で臨時の調査会を作り、事務方を務めた。その成果は、臨時私立学校振興方策調査会の答申として残っており、私学問題に関する最初の白書も出した。
大学紛争後に大学課長を務めて大学改革に着手する。大学自主改革を促進させ「新構想大学」として筑波大学を創設。
学術振興会では出資金により未来開拓学術研究を開始。未来開拓学術研究は科学の技術の研究は未来に対する投資であり、研究の成果は、日本の未来、人類の未来のための知的財産というコンセプト。
- 1997年"Golden Badge of the Order of Merit of the Public of Poland"受賞。
- 1998年"Officier dans I'Ordre National du Mérite, the French Republic"受賞。
- 1999年"Honorary Commander of the Most Excellent Order of the British Empire (CBE)"受賞。
- 2004年“the Order of the Sacred Treasure"受賞。

## 著書
- 『戦後大学史―戦後の改革と新制大学の成立』第一法規出版、1988年
- 『大学改革1945~1999―新制大学一元化から「21世紀の大学像」へ』有斐閣選書、1999年
- 『国立大学法人の形成』東信堂、2011年[5]

### 共著
- 『概説社会教育行政』福原匡彦共著、第一法規出版、1964年
- 『「大学紛争」を語る』（編）有信堂高文社、1991年
- 加藤寛一朗『「知」の頂点』講談社、1998年 ※加藤のインタビュー